# Francesco Maria Piave

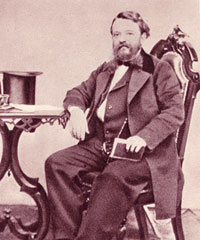
Francesco Maria Piave

Francesco Maria Piave (n. 18 mai 1810, Murano — d. 5 martie 1876, Milano) a fost un libretist italian, prieten și colaborator de-a lui Giuseppe Verdi pentru care a scris libretele a zece opere. 

## Biografie
Piave s-a născut ca fiu al unui nobil venețian, care era proprietarul unei fabrici de sticlă aflată pe insula Murano. Familia sa s-a mutat la Pesaro și ulterior la Roma. După studii la diferite seminarii, Piave a început să frecventeze diferite medii literare din capitala Italiei, devenind în 1831 membru corespondent al prestigioasei Accademia Tiberina, iar ulterior membru titular al acesteia. În 1838, după decesul fiului său, s-a reîntors la Veneția, unde a devenit secretar de redacție al editorului Giuseppe Antonelli. 

## Colaborarea cu Verdi
Aidoma lui Verdi, Piave a fost un patriot ardent în favoarea mișcării sociale Risorgimento, care avea drept scop unificarea Italiei. În 1848, în timpul Celor Cinci Zile (conform "Cinque Giornate") din Milano, timp în care trupele austriece ale lui Josef Radetzky au ocupat orașul, Verdi i-a adresat o scrisoare faimoasă în epocă, numindu-l "Cetățeanul Piave".
Din colaborarea cu prietenul său, Giuseppe Verdi, au rezultat zece opere, al căror libretist a fost, întinse pe o perioadă de 18 ani, Ernani (1844), I due Foscari (1844), Attila (1846), Macbeth (1847), Il corsaro (1848), Stiffelio (1850), Rigoletto (1851), Traviata (1853), Simon Boccanegra (1857) și La forza del destino (1862). 
Francesco Maria Piave a mai scris numeroase alte librete pentru alți compozitori, așa cum au fost italienii Giovanni Pacini, Saverio Mercadante și Federico Ricci, respectiv un libret pentru englezul Michael Balfe.
În 1870, pe când pregătea un libret pentru opera Aida, a suferit un atac de apoplexie, în urma căruia a rămas handicapat pentru restul vieții. A murit în mizerie la Milano în 1876. 

## Librete
- 1842 -- Il duca d'Alba (compozitor Giovanni Pacini)
- 1844 -- Ernani (compozitor Giuseppe Verdi)
- 1844 -- I due Foscari (Verdi)
- 1845 -- Lorenzino de Medici (Pacini)
- 1846 -- Estella di Murcia (compozitor Federico Ricci)
- 1846 -- Attila (Verdi)
- 1847 -- Tutti amanti (compozitor Carlo Romani)
- 1847 -- Griselda (compozitor Federico Ricci)
- 1847 -- Macbeth (Verdi)
- 1848 -- Allan Cameron (Pacini)
- 1848 -- Il corsaro (Verdi)
- 1848 -- Giovanna di Fiandre (compozitor C. Boniforti)
- 1848 -- La Schiava Saracena (compozitor Saverio Mercadante)
- 1850 -- Stiffelio (Verdi)
- 1850 -- Crispino e la comare (compozitori Luigi Ricci și Federico Ricci)
- 1850 -- Elisabetta di Valois (compozitor Antonio Buzzolla)
- 1851 -- Rigoletto (Verdi)
- 1851 -- La Sposa di Murcia (compozitor A. Casalini)
- 1853 -- La Baschina (compozitor F. De Liguoro)
- 1853 -- Traviata (Verdi)
- 1853 -- La Prigioniera (compozitor C. Bonsoni)
- 1854 -- Pittore e Duca (compozitor Michael William Balfe)
- 1854 -- Margherita di Borgogna (compozitor F. Petrocini)
- 1856 -- I Fidanzati (compozitor A. Peri)
- 1857 -- Simon Boccanegra (Verdi)
- 1857 -- Vittore Pisani (Peri)
- 1859 -- Margherita la Mendicante (compozitor G. Braga)
- 1860 -- La Biscaglina (compozitor S. Levi)
- 1861 -- Guglielmo Shakespeare (compozitor Tomasso Benvenuti)
- 1862 -- Mormile (Braga)
- 1862 -- La forza del destino (Verdi)
- 1862 -- Rienzi (Peri)
- 1865 -- La Duchessa di Guisa (compozitor Serrao)
- 1865 -- Rebecca (compozitor B. Pisani)
- 1867 -- Berta di Varnol (Pacini)
- 1867 -- Don Diego de Mendoza (Pacini)
- 1868 -- La Trombola (compozitor Cagnoni)
- 1872 -- Olema (compozitor C. Pedrotti)

## Legături externe
- Lista completă a libretelor lui Piave aflată pe web site-ul Opera Stanford al Universității Stanford